# Mallory Burdette
Mallory Burdette (* 28. Januar 1991 in Jackson, Georgia) ist eine ehemalige US-amerikanische Tennisspielerin.

## Karriere
Die 1,78 m große Rechtshänderin nahm 2006 erstmals an ITF-Turnieren teil. Im September 2012 wurde sie Profispielerin und noch im gleichen Jahr entschied sie bereits die ITF-Turniere in Evansville und Vancouver für sich.
Burdette stand 2012 erstmals in der Hauptrunde eines WTA-Turniers. So erreichte sie in dem genannten Jahr in Stanford die dritte Runde und in Linz Runde zwei. 2013 stand sie bei den WTA-Turnieren in Indian Wells und in Charleston jeweils in der dritten Runde. 2012 konnte sie auch bei den US Open in die dritte Runde vorstoßen; es war ihr bestes Abschneiden bei einem Grand-Slam-Turnier.
Im Oktober 2014 beendete sie verletzungsbedingt im Alter von gerade mal 23 Jahren ihre Profikarriere.

## Turniersiege

### Einzel
| Nr. | Datum          | Turnier    | Kategorie    | Belag     | Finalgegnerin  | Ergebnis |
| --- | -------------- | ---------- | ------------ | --------- | -------------- | -------- |
| 1.  | 22. Juli 2012  | Evansville | ITF $10.000  | Hartplatz | Duan Yingying  | 6:1, 6:2 |
| 2.  | 5. August 2012 | Vancouver  | ITF $100.000 | Hartplatz | Jessica Pegula | 6:3, 6:0 |

## Abschneiden bei Grand-Slam-Turnieren

### Einzel
| Turnier         | 2012 | 2013 | Karriere |
| --------------- | ---- | ---- | -------- |
| Australian Open | —    | —    | —        |
| French Open     | —    | 2    | 2        |
| Wimbledon       | —    | 1    | 1        |
| US Open         | 3    | 1    | 3        |

Zeichenerklärung: S = Turniersieg; F, HF, VF, AF = Einzug ins Finale / Halbfinale / Viertelfinale / Achtelfinale; 1, 2, 3 = Ausscheiden in der 1. / 2. / 3. Hauptrunde; Q1, Q2, Q3 = Ausscheiden in der 1. / 2. / 3. Runde der Qualifikation; n. a. = nicht ausgetragen

### Doppel
| Turnier         | 2006 | … | 2011 | 2012 | 2013 | Karriere |
| --------------- | ---- | - | ---- | ---- | ---- | -------- |
| Australian Open | —    | — | —    | —    | —    | —        |
| French Open     | —    | — | —    | —    | 1    | 1        |
| Wimbledon       | —    | — | —    | —    | —    | —        |
| US Open         | 1    | — | 2    | —    | 1    | 2        |